# National Marine Fisheries Service
National Marine Fisheries Service (NMFS) är en amerikansk myndighet som utgör en del av National Oceanic and Atmospheric Administration (NOAA).
NMFS administrerar NOAA:s program för skydd av nationella och internationella marina resurser, erbjuder tjänster relaterade till handel med fisk, skydd av hotade marina arter och NOAA:s forskning kring fiske.